# Galerie výtvarného umění v Mostě
Galerie výtvarného umění v Mostě byla specializovaná příspěvková organizace Ústeckého kraje. Galerie sídlila v Mostě v budově barokního špitálu svatého Ducha. Výstavní prostory se ovšem nacházely v suterénu přesunutého děkanského kostela Nanebevzetí Panny Marie, který se nachází v těsném sousedství špitálu.
Galerie pořádala výstavy zaměřené na výtvarné umělce a umělecké styly 20. a 21. století. Vedle českých umělců galerie přibližovala i výtvarníky ze zahraničí, např. Francie, Německa nebo Finska.
Sbírka galerie obsahuje převážně olejomalby, grafické listy a kresby z let 1960–1990 se zaměřením na severní Čechy a Mostecko. Součástí sbírky galerie byly grafické listy Jiřího Anderleho, Karla Demela, Josefa Lieslera, Stanislava Hanzíka aj.
V roce 2017 byla galerie sloučena do Oblastního muzea v Mostě.